# 아라코시아

기원전 300년 경의 아라코시아

아라코시아는 아케메네스 제국, 셀레우코스 제국, 마우리아와 파르티아의 속주의 하나로 아프가니스탄 남동부와 파키스탄 중북부에 걸쳐 있다. 북쪽으로 힌두쿠시산맥을 경계로 하여 박트리아와 접하고 있다. 또 헬만드강(fa)이 아라코시아를 가로질러 흐르며 남 아프가니스탄에 비옥한 땅을 제공한다. 이 지역 최대의 도시는 칸다하르로, 알렉산드로스 대왕에 의해 창건된 아라코시아의 알렉산드리아를 그 기원으로 한다.

## 어원
아라코시아는 아라코토스에서 유래했으며 헬만드강의 고대 페르시아어 이름인 하라후바티스의 그리스식 형태이다.
그 외에도 다음이 아라코시아의 어원일 수 있다.
- 아라시트라스 (산스크리트어 - 왕이 없는 부족 공화국).
- 아라타스 (마하바라타 - 바힐카(펀자브) 서쪽 지역과 사람들의 이름

## 같이 보기
- 아프가니스탄의 역사